# Вулиця Миклухо-Маклая (Москва)
Ву́лиця Миклу́хо-Макла́я — вулиця у Південно-Західному адміністративному окрузі Москви на території Обручевського району і району Коньково. Розміщена між Севастопольським і Ленінським проспектами. Нумерація будинків починається від Ленінського проспекту.
Названа 1965 року на честь російського мандрівника, етнографа, антрополога українського походження Миклухо-Маклая Миколи Миколайовича. Знаходиться у районі, де вулиці названі іменами російських вчених.

## Історія
Вулиця виникла у 1963 році при будівництві студентського містечка Університету Дружби народів ім. Патриса Лумумби (нині — Російський університет дружби народів). Тоді ця початкова ділянка вулиці носила назву «Проїзд, що проектується 4865». У 1965 році при забудові району Бєляєво-Богородське вулицю продовжено до вулиці Профспілкової, а у 1970 році —— до Бітцевського лісопарку. У 1974 році на вулиці відкрито станцію метро «Біляєво».

## Будівлі
Непарна сторона
- № 23 — Російський геологорозвідувальний університет
- № 27-а — кінотеатр «Витязь»

Парна сторона
- № 6 — Російський університет дружби народів
- № 16/10 — Інститут біоорганічної хімії ім М. М. Шемякіна і Ю. А. Овчиннікова РАН ibch.ru [Архівовано 28 квітня 2010 у Wayback Machine.]

## Транспорт
На вулиці організовано двосторонній рух автотранспорту по дві смуги у кожному напрямку. На перетині Миклухо-Маклая і Профспілкової знаходиться станція метро «Бєляєво». По вулиці проходять наступні автобусні маршрути:
- № 261 — Від Ленінського до Севастопольського проспекту, у зворотному напрямку від вулиці Введенського до Ленінського проспекту.

- № 752, 816, 145 — від Ленінського проспекту до вулиці Профспілкової (тільки у вказаному напрямку).
- № 196, 226, 250, 718, 699 — від Ленінського проспекту до вулиці Волгіна.
- № 295 — від вулиці Волгіна до вулиці Профспілкової
- № 258 — від вулиці Профспілкової до вулиці Введенського.
- № 639 — від вулиці Профспілкової до Севастопольського проспекту.
- № 642 — від вулиці Введенського до Севастопольського проспекту.